# Paul Agostino
Paul Agostino (*Adelaida, Australia, 9 de junio de 1975) es un exfutbolista australiano que jugaba en la posición y su primer equipo fue West Adelaide SC de Australia.

## Selección nacional
Ha sido internacional con su selección, jugando 20 partidos internacionales y convirtiendo 9 goles.
- Datos: Q1689345
- Multimedia: Paul Agostino / Q1689345